# Knighton, Wales
Knighton (kymriska: Tref-y-clawdd eller Trefyclo) är en ort och community i Storbritannien.   Den ligger i kommunen Powys och riksdelen Wales, i den södra delen av landet, 220 km väster om huvudstaden London. Antalet invånare är 3 007.